# Heinz Stuy
Heinz Jürgen Stuy (Wanne-Eickel, 6 februari 1945) is een Nederlands voormalig voetballer, die speelde als doelman.

## Carrière

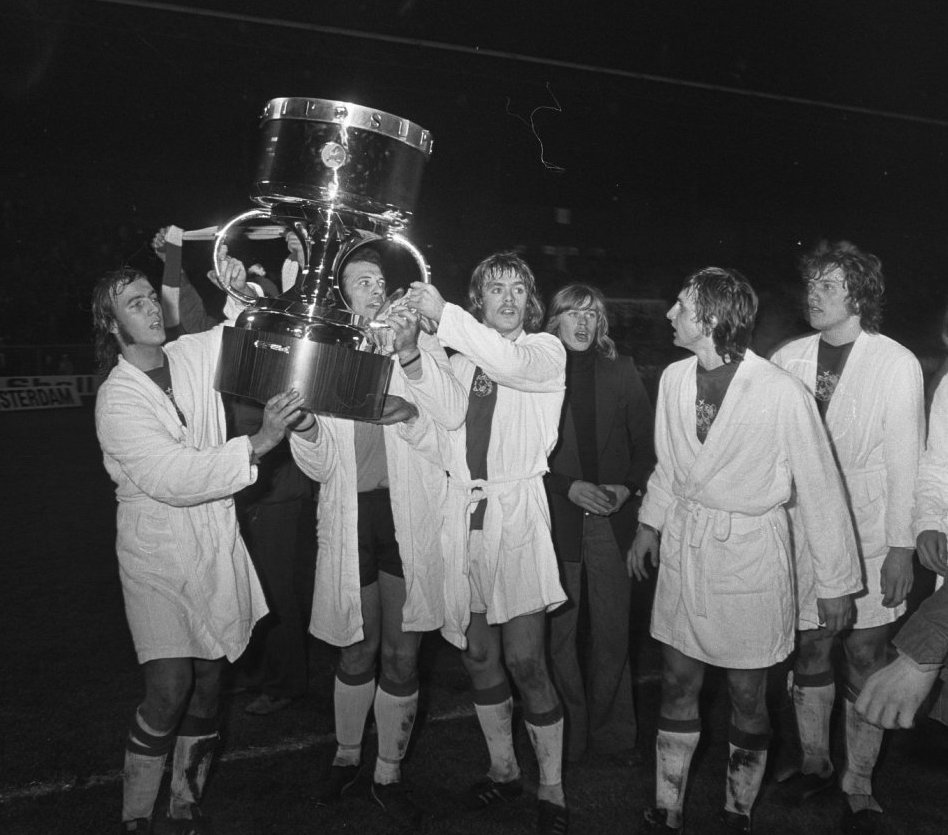
24 januari 1973; Ajax-spelers met UEFA Super Cup 1972, zojuist gewonnen, na Ajax-Glasgow Rangers 3–2. De eerste wedstrijd in Schotland, Glasgow Rangers-Ajax, eerder in januari 1973, eindigde in 1–3, dus Ajax won in totaal met drie doelpunten verschil, 6–3. Van links naar rechts: Johan Neeskens, Heinz Stuy, Johnny Rep, ?, Johan Cruijff en Arie Haan.

Stuy werd op 6 februari 1945 geboren in het noordwesten van Duitsland als zoon van een Nederlandse vader en een Duitse moeder in de laatste maanden van de Tweede Wereldoorlog. Op zijn zevende verhuisde Stuy met zijn familie naar IJmuiden. Hij leerde vlot de Nederlandse taal en paste zich snel aan in een gemeenschap waar de haat tegen Duitsers het grootst was na de Tweede Wereldoorlog.
Heinz Stuy kwam in 1967 van Telstar naar Ajax om als tweede doelman achter Gert Bals te dienen en werd drie jaar later de eerste keeper, een jaar nadat Rinus Michels de bezem door zijn "eerste" Ajax haalde, na de verloren finale tegen AC Milan. Hij was de eerste keeper van Ajax tijdens de uitermate succesvolle jaren tot en met 1973, waarin Ajax drie maal de Europacup I en de wereldbeker won.
Zijn bijnaam "Heinz Kroket" ontstond uit een supportersgrap. Deze grap was geïnspireerd op het feit dat hij vaak een hoge bal die hij uit de lucht plukte, losliet 'alsof het een hete kroket was', en in tweede instantie pas klemvast pakte. Een spectaculair voorbeeld daarvan deed zich voor in de Europacup I-finale op Wembley tegen het Griekse Panathinaikos op 2 juni 1971.
Hij werd gezien als de tweede libero van Ajax en is de enige doelman die in drie (ook nog achtereenvolgende) Europacup I-finales de nul hield.
Stuy is houder van het individuele record van de meeste minuten zonder tegendoelpunt (duizendtweeëntachtig minuten). Het absolute clubrecord verloor hij in december 2004 aan PSV dat dit echter met twee verschillende doelmannen wist te behalen. Heurelho da Silva Gomes hield negenhonderdtwintig minuten het doel schoon en Edwin Zoetebier ook nog eens tweehonderdnegenendertig minuten.
Hij mocht van Michels in de spits spelen tegen Go Ahead na de winst op Panathinaikos, overigens zonder hierbij tot scoren te komen. 
Na zijn vertrek bij Ajax, waar hij reservekeeper achter Piet Schrijvers was geworden, vervolgde hij zijn carrière bij FC Amsterdam.
Heinz Stuy runde jaren een succesvolle bodega in Driehuis, maar deed deze in 2007 van de hand. Tussen 1988 en 1998 heeft Stuy (met een onderbreking) gefunctioneerd als keeperstrainer bij de club waar hij als voetballer was begonnen: Telstar. 

## Erelijst
| Competitie                 |        |                           |      |      |
| Competitie                 | Aantal | Jaren                     |      |      |
| Ajax                       | Ajax   | Ajax                      | Ajax | Ajax |
| -------------------------- | ------ | ------------------------- | ---- | ---- |
| Mondiaal                   |        |                           |      |      |
| Wereldbeker voor clubteams | 1x     | 1972                      |      |      |
| Continentaal               |        |                           |      |      |
| Europacup I                | 3x     | 1970/71, 1971/72, 1972/73 |      |      |
| Europese Supercup          | 2x     | 1972, 1973                |      |      |
| Intertoto Cup              | 1x     | Poulewinnaar in 1968      |      |      |
| Nationaal                  |        |                           |      |      |
| Eredivisie                 | 2x     | 1971/72, 1972/73          |      |      |
| KNVB beker                 | 3x     | 1969/70, 1970/71, 1971/72 |      |      |

## Varia
- De dagbladstrip Heinz (1987-2006) van Windig en de Jong, met in de hoofdrol een gelijknamige kater, is indirect naar Stuy genoemd. René Windig vernoemde de strip naar zijn huiskater, die op zijn beurt was vernoemd naar Stuy.[3]
- In 2005 werd ook de brug 334 in Amsterdam naar Heinz Stuy vernoemd.